# Лонг-Айленд (Антарктика)
Лонг-Айленд (англ. Long Island, 63°46′ пд. ш. 58°12′ зх. д. / 63.767° пд. ш. 58.200° зх. д.) — острів у 3 морських милі (6 км) в довжину, в напрямку на північний схід-південний захід, і 0,5 морських миль (1 км) в ширину, що лежить навпроти гирла льодовика Расселла Східного і за 2 морські милі (4 км) на південь від півострова Трініті, Антарктика, в каналі Принца Густава. Він був відкритий і названий під час Дослідження Фолклендських островів у 1945 році; назва є описовою.